# Boras (cidade)
Boras ou Boros, mais conhecida em português pelo nome original Borås (em sueco: Borås;  ouça a pronúncia) é uma grande cidade comercial e industrial da Suécia, localizada na província da Västergötland, na região histórica da Gotalândia, no sul do país.                                                                          

Está situada a 60 quilômetros a leste de Gotemburgo e 70 de Jönköping.            Nela passa o rio Viskan.                                                                                                 

Tem uma população de 74 042 habitantes, de acordo com o censo de 2021.
É a sede da comuna de Boras, pertencente ao condado da Västra Götaland.                                                                                         

É o centro da região conhecida como Sjuhärad, com grande tradição na indústria têxtil, e hoje em dia conhecida como líder da investigação e da formação nos campos do têxtil e da moda.

## Etimologia e uso
O topônimo Borås deriva dos termos nórdicos bod (casa de arrecadação) e ås (sítio elevado). É citada como Boeråås, em 1622, ano da sua fundação, a sudeste da elevação então chamada de Buaråsen.
Em textos em português costuma ser usada a forma original Borås, ocasionalmente transliterada para Boras, por adaptação tipográfica, e raramente a grafia Boros. 

| “ | Um dos centros de Reciclagem da cidade de Borås… | ” |

| “ | Já utilizado na cidade de Boras, no sul da Suécia | ” |

## História
Boras foi fundada em 1621, tendo recebido "privilégios de cidade" do rei Gustavo II Adolfo (r. 1611–1632). Igualmente recebeu monopólio do comércio na região, com objetivo de controlar as ações de vendedores ambulantes de têxteis e artigos de madeira e ferro, ao mesmo tempo que permitia a recolha de impostos. Após rápida expansão económica e populacional no século XVII, sofreu agravamento da situação devido a muitos vendedores a evitarem e começarem a operar a partir da concorrente Ulricehamn. Finalmente, o monopólio foi extinto, e novo período de expansão foi iniciado, com relevo às novas fábricas de algodão e têxteis do século XIX. Boras passou assim a ser uma das maiores cidades da Suécia, apesar de ter sido devastada por quatro grandes incêndios em 1681, 1727, 1822 e 1827, motivo pelo qual não existem edifícios antigos, e algumas ruas foram alargadas como medida de prevenção. No século XX, a atividade têxtil diminuiu paulatinamente, sendo substituída por outras indústrias e crescentes funções administrativas e sociais. 

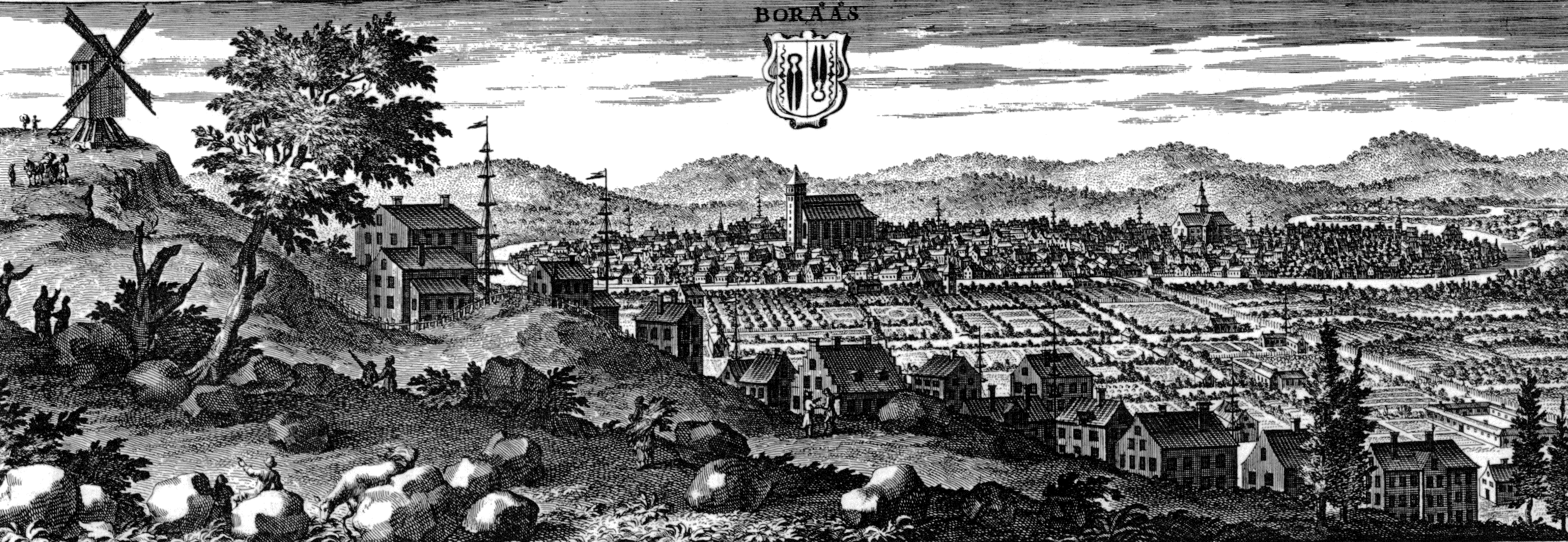
Boras, segundo a obra monumental Suécia Antiga e Hodierna (1716)

## Comunicações

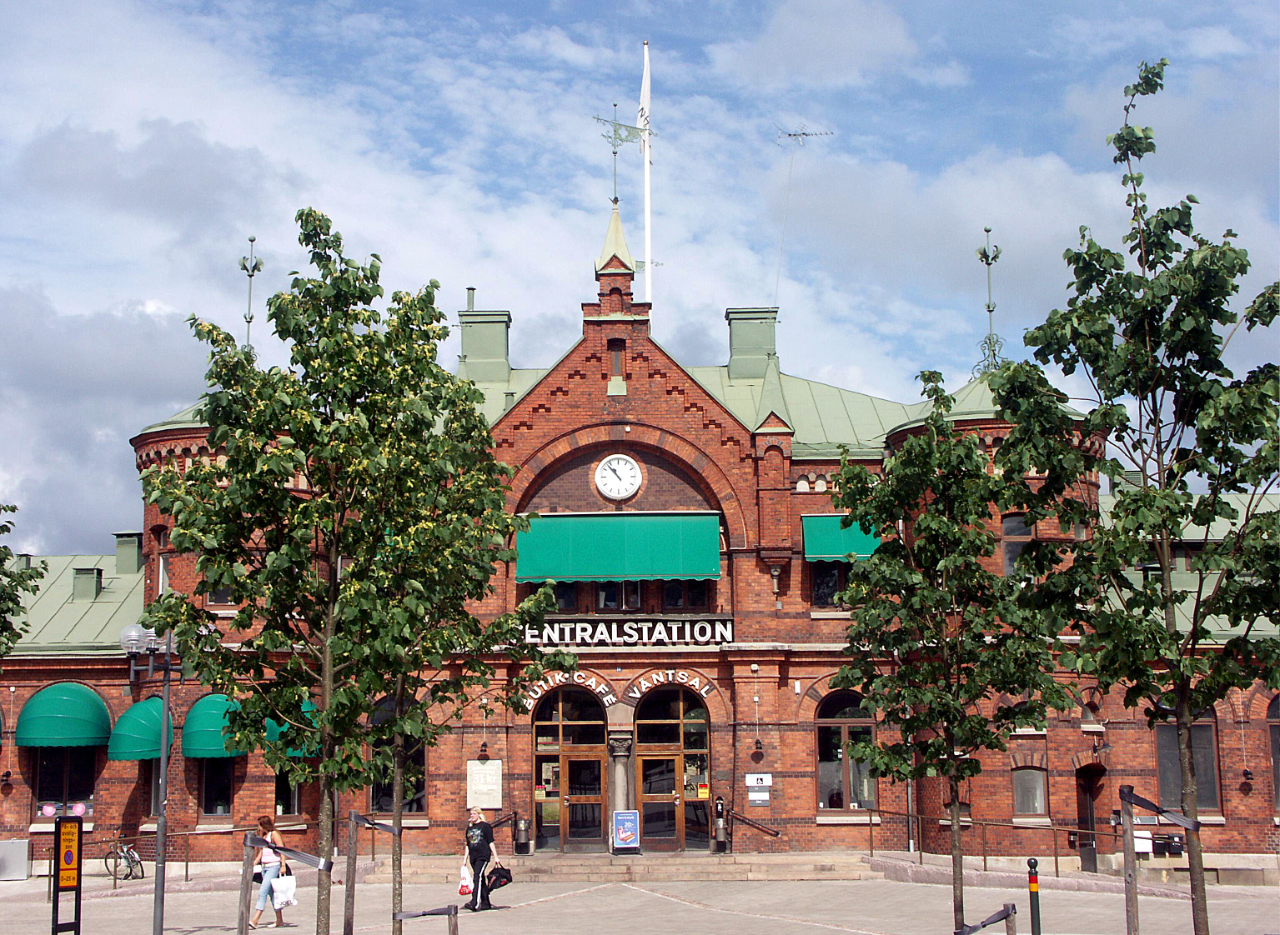
Estação ferroviária de Boras

Boras é atravessada pelas estradas nacionais 40, 41, 27 e 42, é um nó férreo com ligações a Uddevalla, Gotemburgo, Kalmar, Karlskrona e Varberg e fica a 39 quilômetros do aeroporto de Gotemburgo-Landvetter.

### Estradas
- 40 (Västervik - Gotemburgo)
- 41 (Boras – Varberg)
- 27 (Karlskrona – Gotemburgo)
- 42 (Boras – Trollhättan)

### Vias férreas
- Linha de Alvsburgo (Boras – Uddevalla)
- Linha de Costa a Costa (Gotemburgo – Kalmar/Karlskrona)
- Linha de Viskadal (Boras - Varberg)

### Aeroportos
- Aeroporto de Gotemburgo-Landvetter (a 39 quilômetros)
- Aeroporto de Säve (a 363 quilômetros)
- Aeroporto de Jönköping (a 67 quilômetros)

## Educação

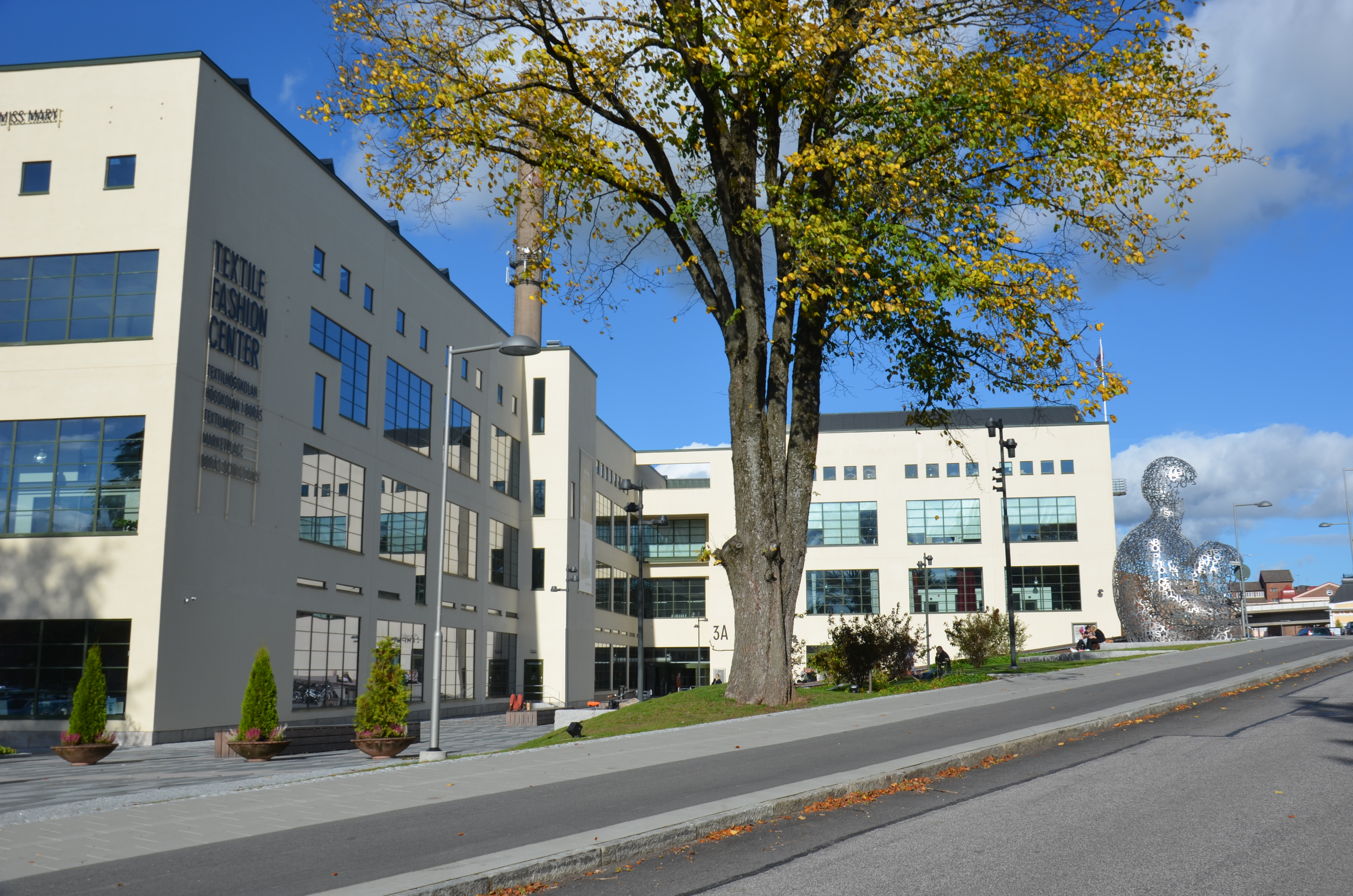
Escola Superior de Engenharia Têxtil

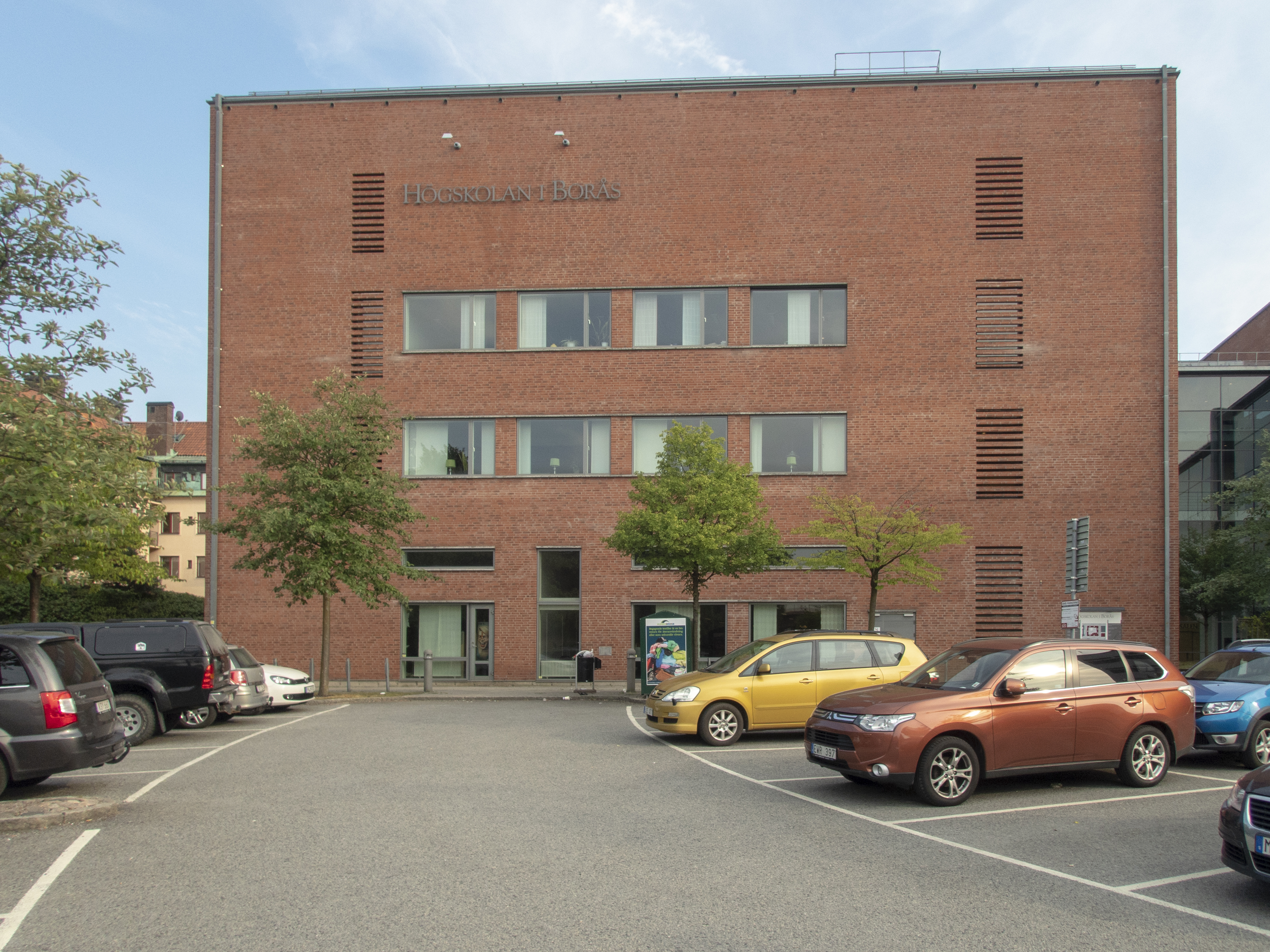
Escola Superior

Além do ensino básico e secundário, a cidade dispõe de vários estabelecimentos de ensino superior (högskola), assim como de ensino superior profissional (yrkeshögskola) e de ensino superior popular (folkhögskola).

### Ensino superior
Borås tem uma escola superior – a Escola Superior de Borås – a qual compreende sob a forma de instituições duas outras escolas superiores - a Escola Superior de Biblioteconomia e a Escola Superior de Engenharia Têxtil, dedicadas à formação de bibliotecários e de engenheiros têxteis.

#### Universidades e escolas superiores
- Escola Superior de Borås (Högskolan i Borås) [24]
  - Escola Superior de Biblioteconomia (Bibliotekshögskolan)[25]
  - Escola Superior de Engenharia Têxtil (Textilhögskolan) [26]

### Ensino superior profissional
Na Escola Superior de Ensino Profissional são formados engenheiros de automatização, técnicos de informática, secretários de médicos, etc. 
- Escola Superior Profissional de Borås (Borås yrkeshögskola) [27]

### Ensino popular para adultos
A Escola Superior Popular permite aos adultos completar a escolaridade básica e secundária, assim como formação em áreas como Música Coral Internacional.
- Escola Superior Popular de Borås (Borås folkhögskola) [20]

## Cultura

### Pontos turísticos
Alguns destinos mais procurados atualmente são:
- Jardim Zoológico de Boras
- Museu do Têxtil
- Arena de Boras
- Piscina do Parque da Cidade
- Piscina de Alideberga
- Museu de Boras
- Museu de Arte de Boras

## Desporto
Os desportos mais populares na cidade são o futebol e o basquetebol. 

### Clubes desportivos
- IF Elfsborg (futebol)
- Norrby IF (futebol)
- Borås Basket (basquetebol)

### Arenas desportivas
- Arena de Borås (futebol)
- Pavilhão de Hóquei no Gelo de Borås (Borås ishall)
- Pavilhão de Borås (Boråshallen; basquetebol e outros desportos)

## Personalidades ligadas a Borås

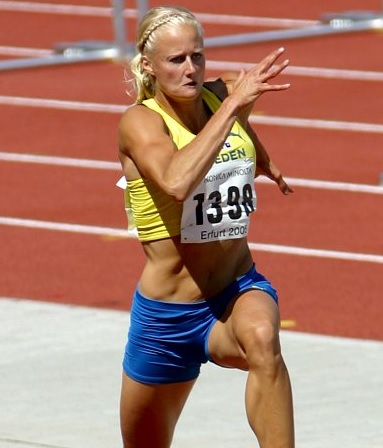
Carolina Klüft, atleta
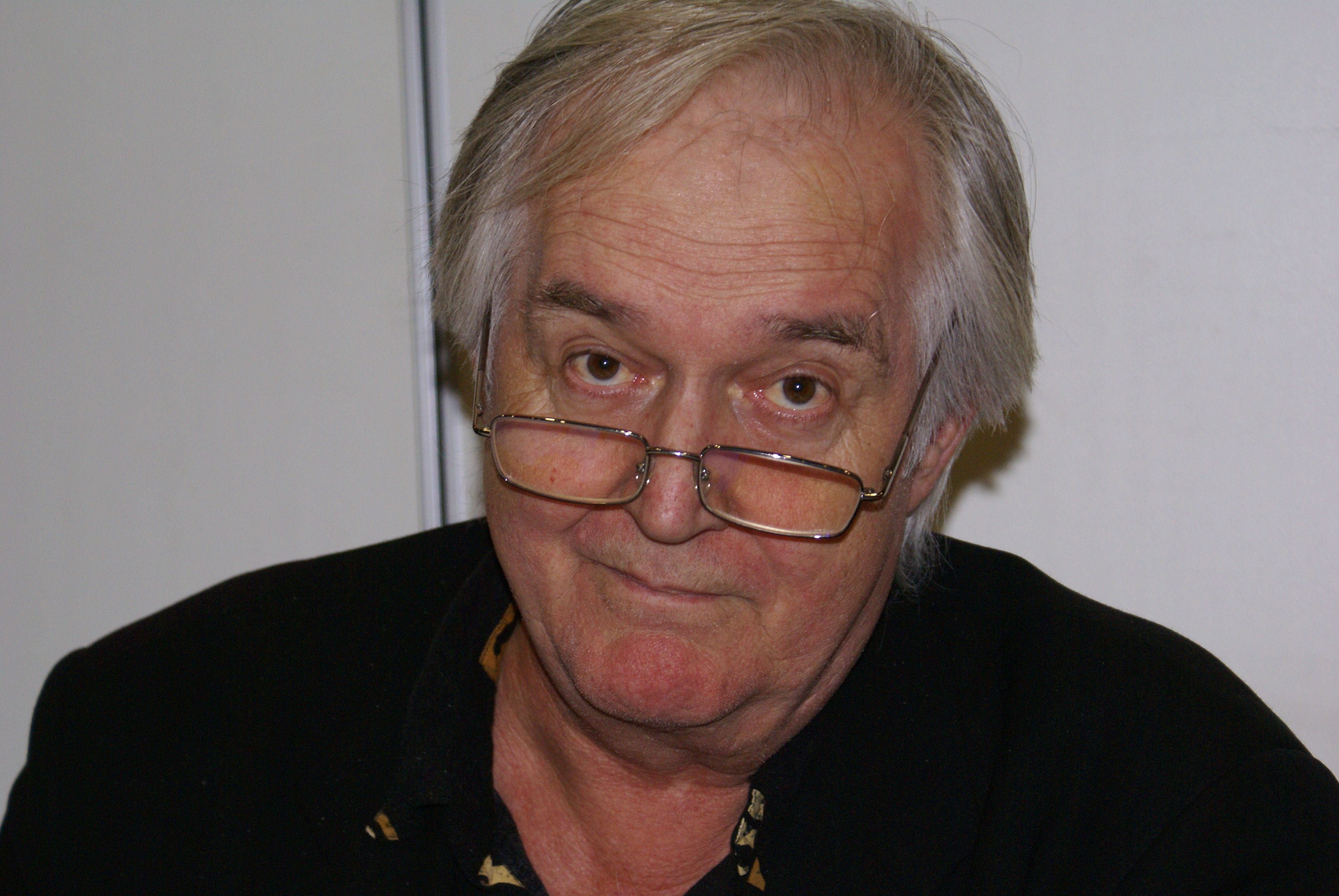
Henning Mankell, escritor
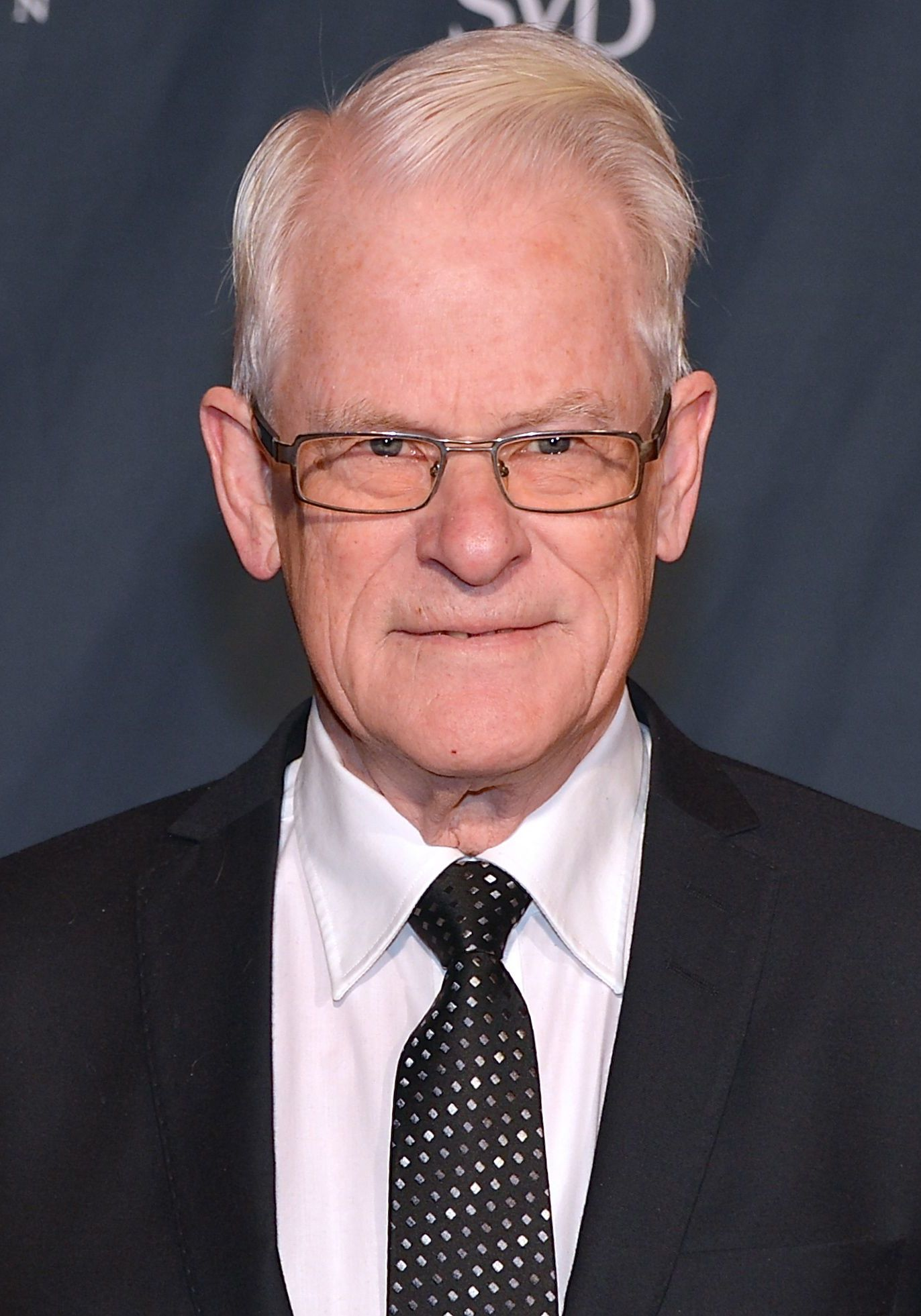
Ingvar Carlsson, primeiro-ministro (1986-1991)

- Carolina Klüft, atleta
- Henning Mankell, escritor
- Ingvar Carlsson, primeiro-ministro
- Annika Duckmark, Miss Suécia 1996
- Björn Hellberg, escritor
- Christer Björkman, dirigente musical
- Hans Rosenfeldt, escritor
- Johan Wiland, futebolista
- Johanna Almgren, futebolista
- Kurt Pettersén, atleta olímpico
- Sven Davidson, tenista
- Sven Jonasson, futebolista
- Thomas Ahlström, futebolista
- Wiktoria Johansson, artista

## Galeria

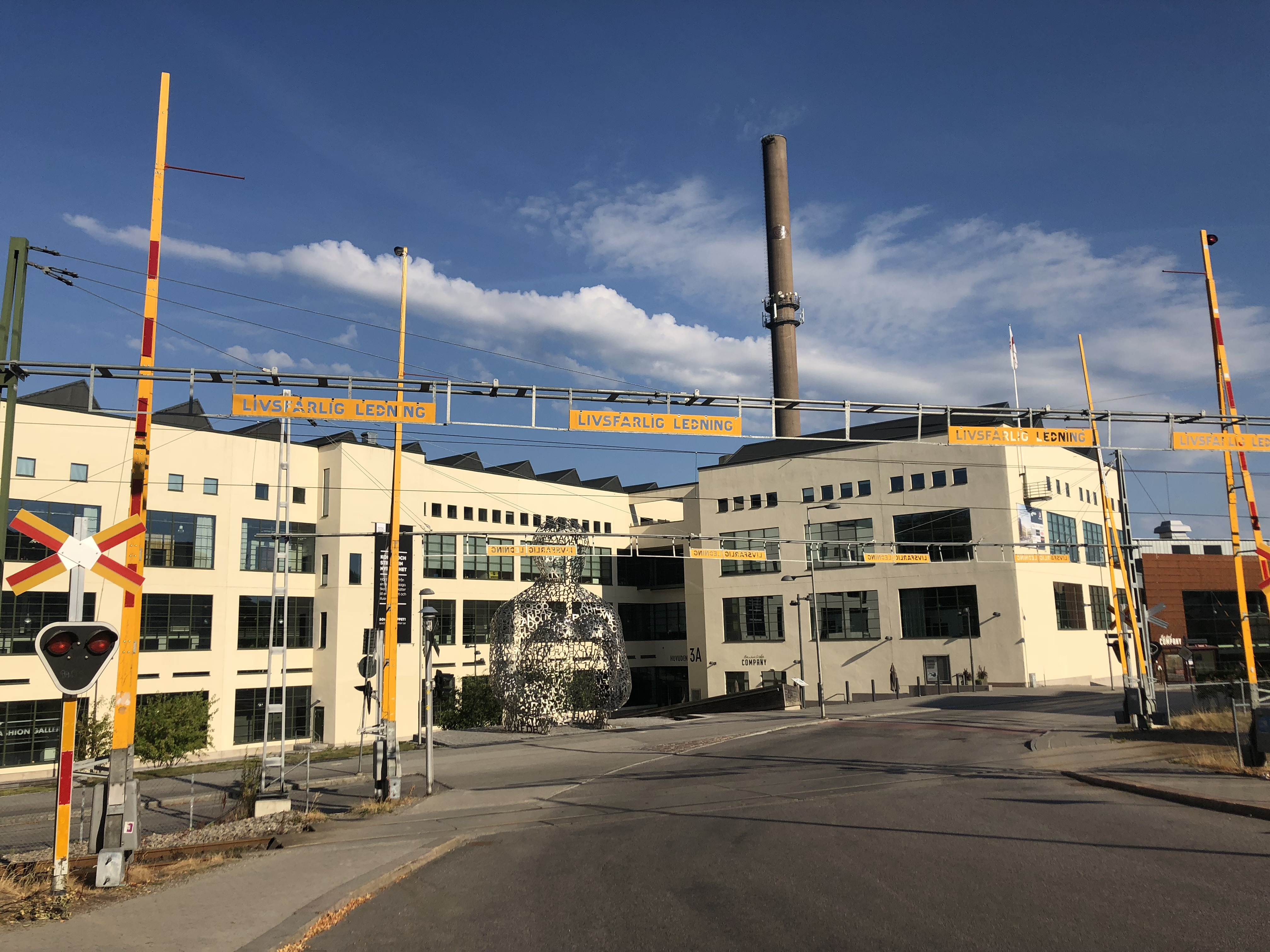
Museu do Têxtil
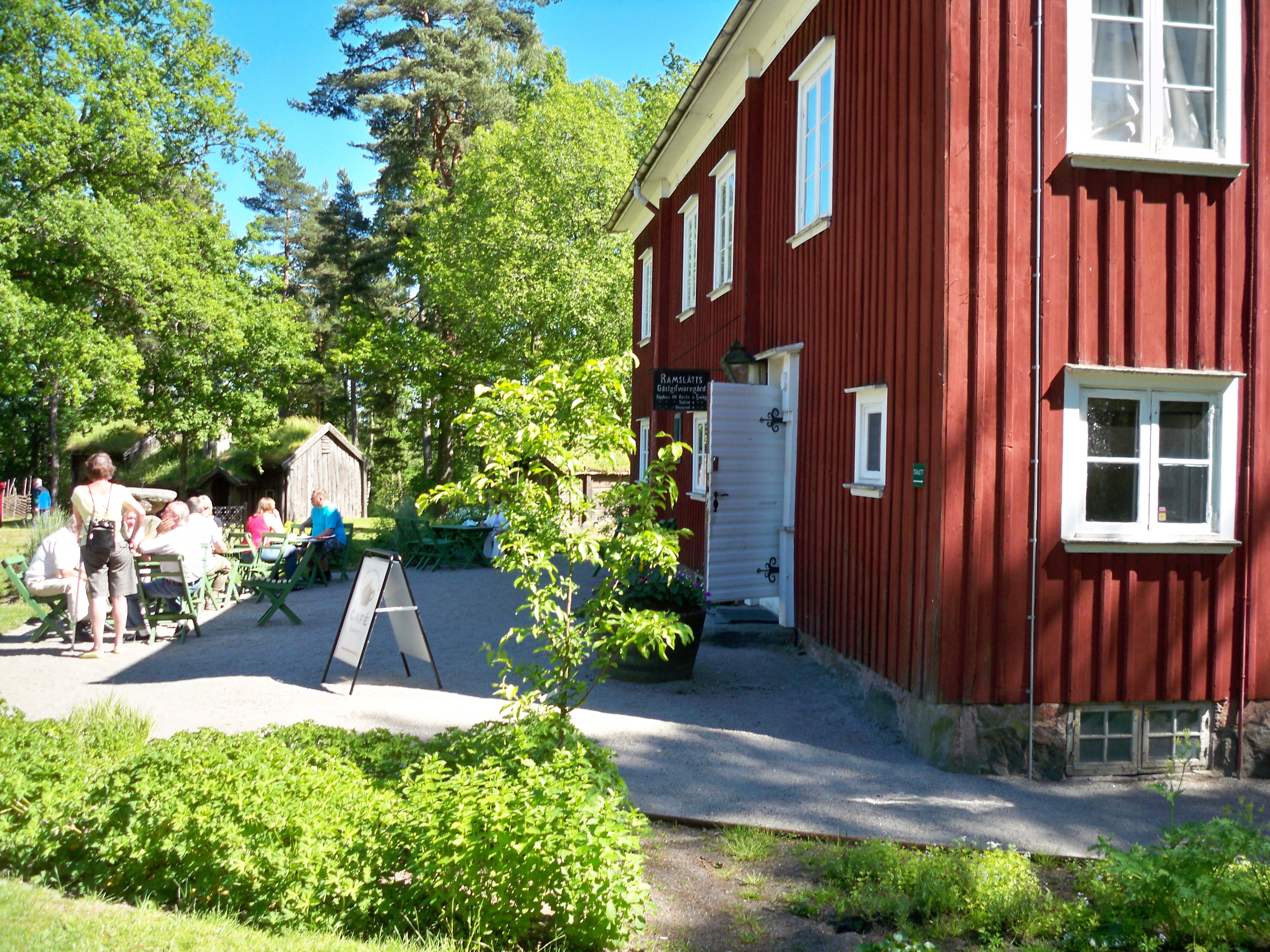
Museu de Boras
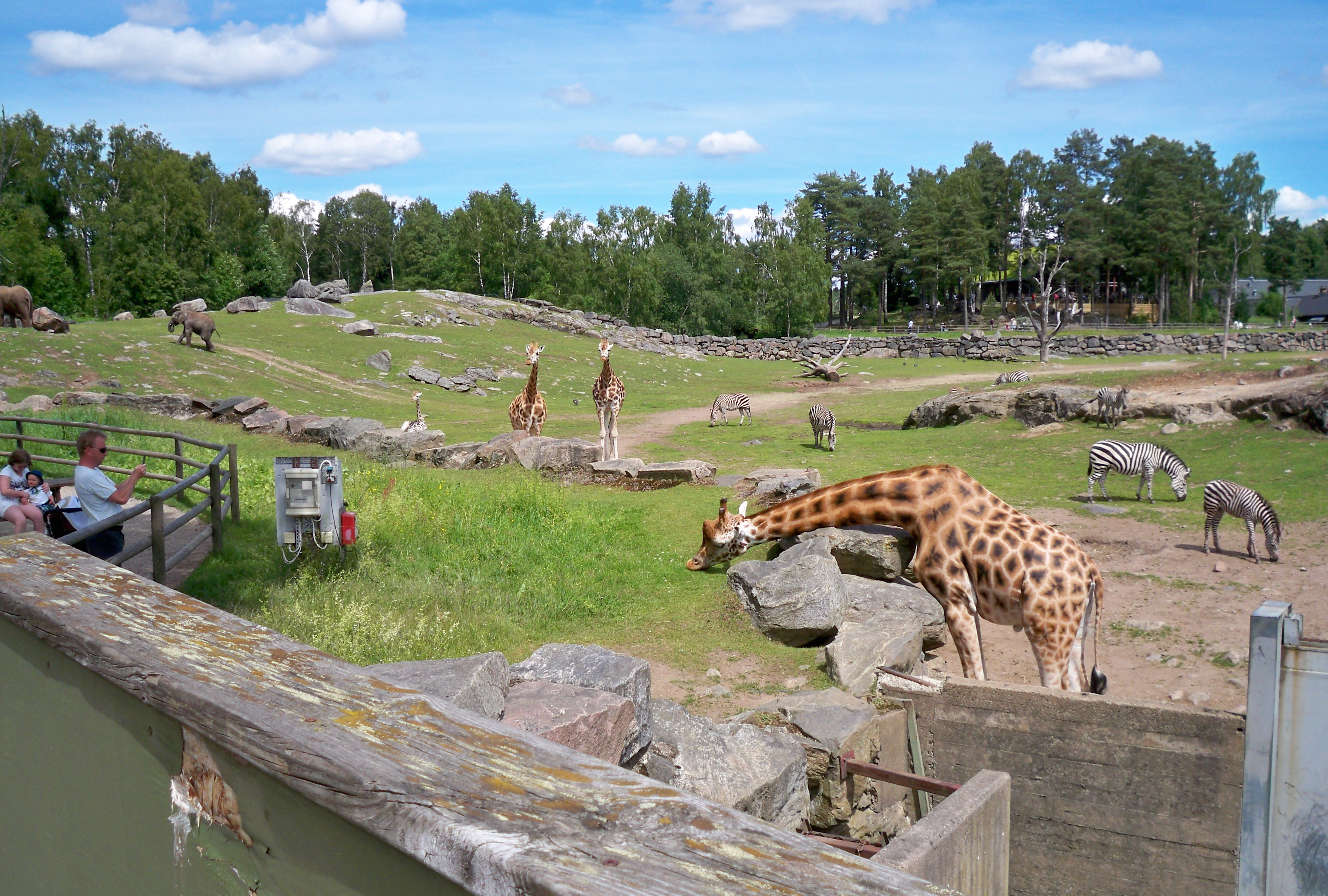
Jardim Zoológico
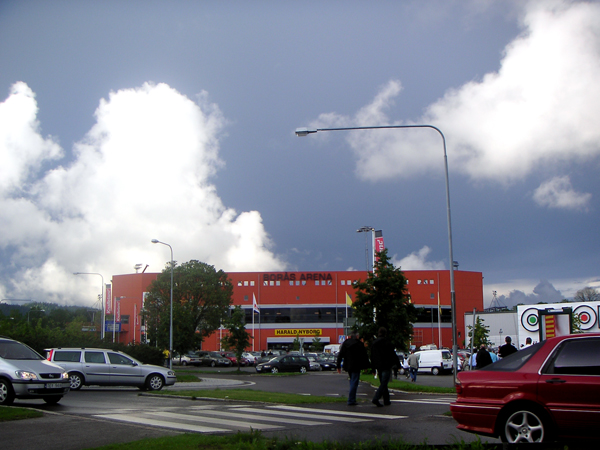
Arena desportiva
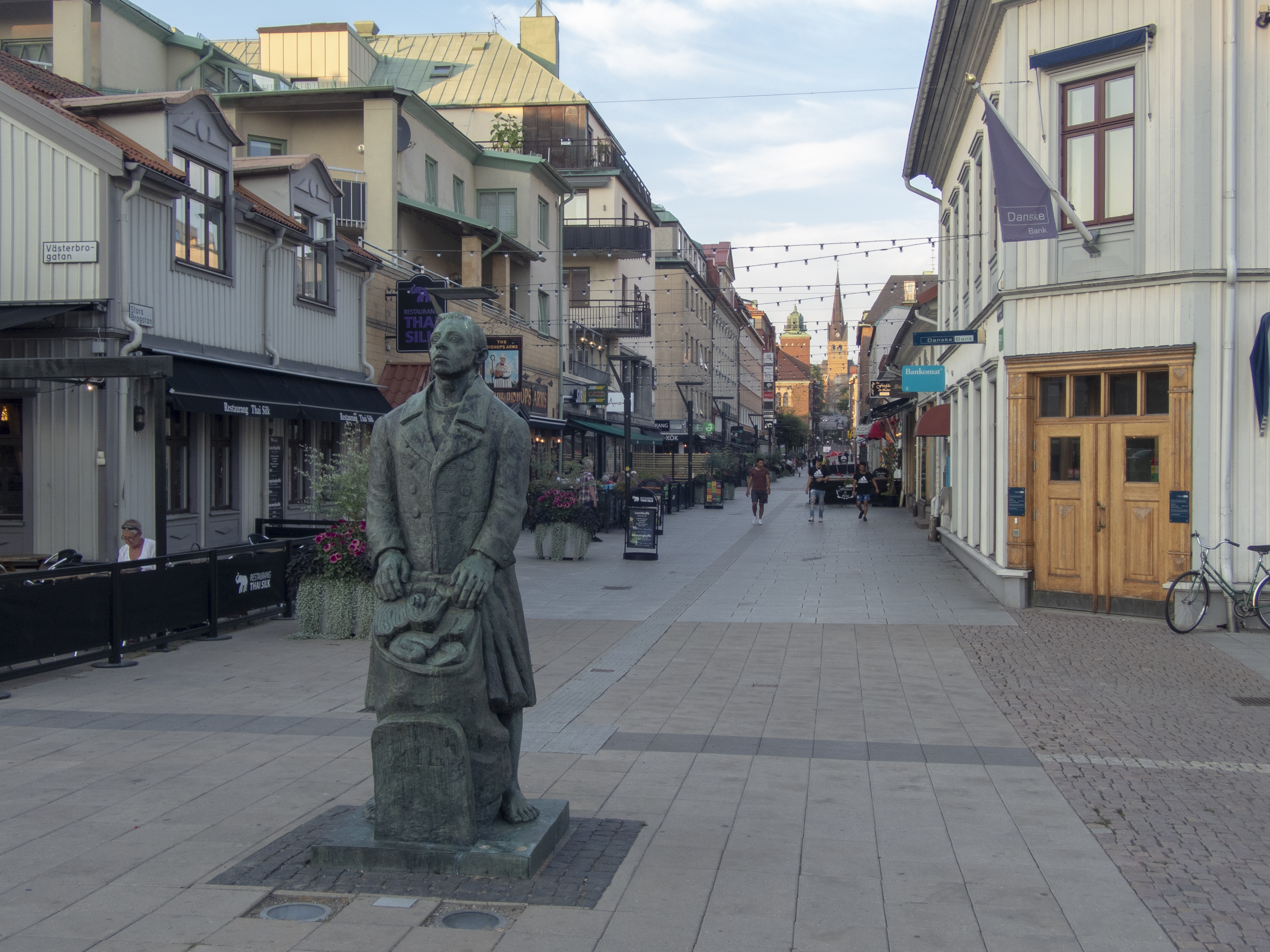
A rua Stora Brogatan
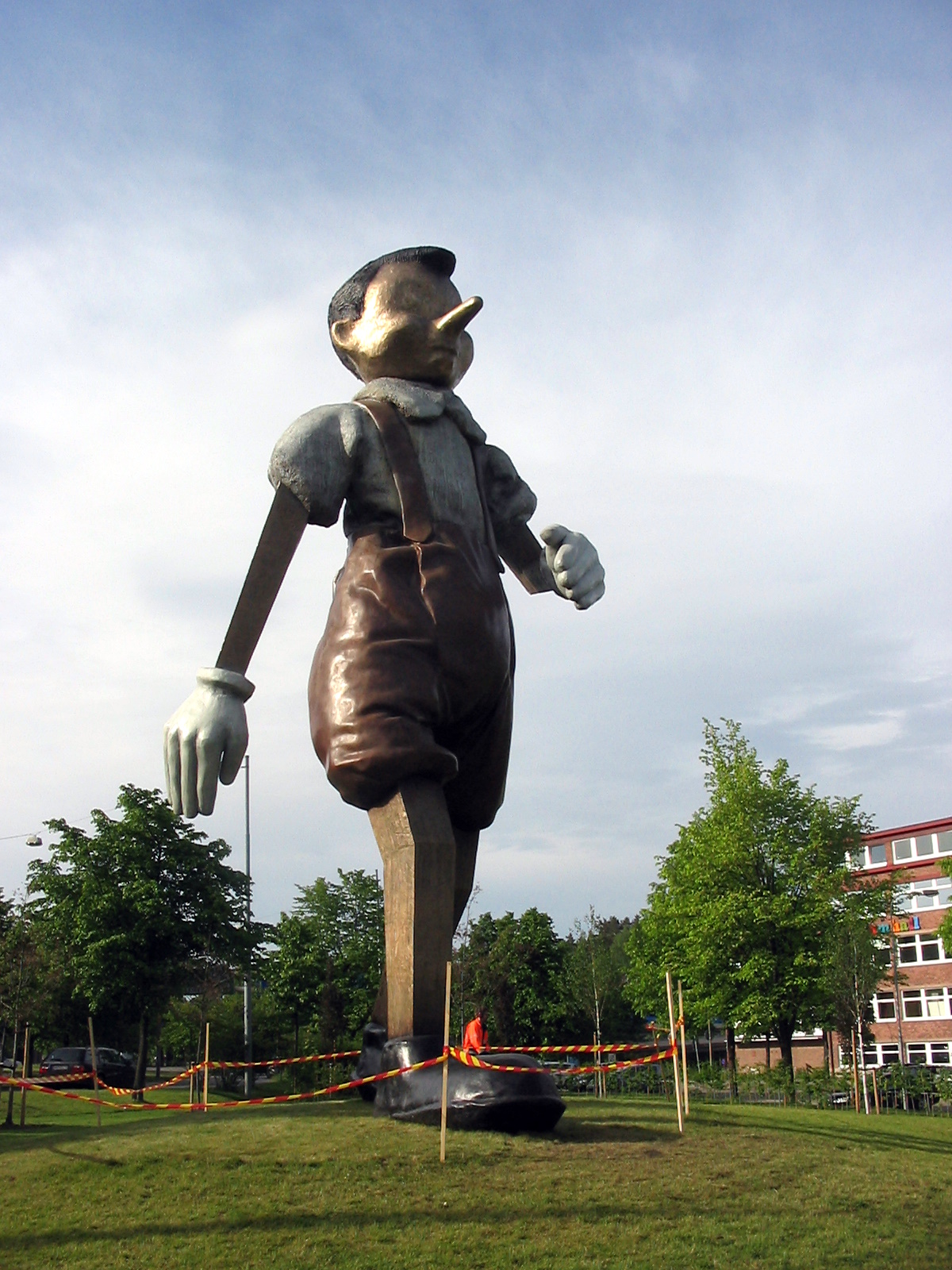
A estátua de Pinóquio, com 9 metros de altura